# Hermanos Núñez
Los Hermanos Núñez fue un destacado dueto de música folklórica de Argentina creado en Tucumán en 1965, integrado por los hermanos salteños Pepe Núñez y Gerardo Núñez. Tuvieron una gran influencia en la renovación de la música folklórica que se produjo en la década de 1960, integrando el Movimiento del Nuevo Cancionero. Sus canciones están habitualmente referidas a la vida y el trabajo de la gente de pueblo, y en particular el trabajo de la zafra (cosecha de la caña de azúcar característica de Tucumán).
Entre sus simples más exitosos se encuentran Chacarera del 55 (que estableció una línea estética renovadora para la chacarera), Arana (de Pepe Núñez),  La cruzadita, Aguita demorada , La media pena, Tristeza, etc. 

## Biografía
Los hermanos Gerardo y Pepe Núñez comenzaron interpretando música caribeña en Salta, donde habían formado un trío con Ariel Petrocelli, llamado Los Guajiros.
Luego, instalados en Tucumán, se hicieron conocidos en un boliche llamado 55, que se encontraba frente a la Plaza Alberdi de esa ciudad. Su canción más conocida lleva precisamente el nombre de Chacarera del 55. Allí frecuentaron a Hugo Díaz, el Ciego Pancho, las hermanas Carmona, Mercedes Sosa, quien en ese entonces cantaba con el seudónimo de Gladis Osorio.
Sus composiciones, entre las que se destacaban las compuestas por Pepe Núñez, establecieron nuevas líneas estéticas para la música folklórica de Argentina. Aunque sus temas han sido interpretados por los principales grupos y cantantes del país, ellos como dúo sólo grabaron un álbum en 1985.
Luego de la muerte de Pepe Núñez en 1999, su hermano Gerardo, editó bajo el sello Melopea, un álbum doble con las principales interpretaciones del dúo. También se ha publicado un disco homenaje a Pepe Núñez, en el que su familia dio a conocer gran parte de sus obras inéditas como solista.
En 2002, la Universidad Nacional de Tucumán publicó el Cancionero del grupo.

## Discografía

### Álbumes
1. A cantar corazón, 1987
2. Del mismo vientre (álbum doble), 2005, Melopea